# Esafluoruro di molibdeno
Il fluoruro di molibdeno(VI) o esafluoruro di molibdeno è il composto inorganico con formula MoF6. In questo fluoruro il molibdeno è nel suo massimo stato di ossidazione +6. In condizioni normali è un liquido incolore, volatile e igroscopico. È uno dei nove esafluoruri ben caratterizzati dei metalli di transizione. Il composto è disponibile in commercio; è un forte ossidante, pericoloso da utilizzare dato che reagisce formando fluoro e acido fluoridrico. Industrialmente è usato in processi di deposizione chimica da vapore e di incisione chimica.

## Sintesi
Il composto fu ottenuto per la prima volta nel 1907 da Otto Ruff e Fritz Eisner. Si prepara per sintesi diretta facendo reagire fluoro con il metallo in polvere. Le piccole quantità degli ossifluoruri MoOF4 e MoO2F2 eventualmente prodotte sono rimosse con ripetute distillazioni.
Mo + 3 F2 → MoF6

## Struttura
MoF6 è un composto molecolare. La forma della molecola è ottaedrica e la simmetria molecolare è Oh. La struttura cristallina osservata a –140 ºC risulta ortorombica, gruppo spaziale Pnma, con costanti di reticolo a = 939,4 pm, b = 854,3 pm e c = 495,9 pm, quattro unità di formula per cella elementare. La distanza Mo–F è 181,7 pm. La densità calcolata a –140 ºC risulta 3,50 g·cm−3. Aumentando la temperatura, attorno a 0 ºC si ha una transizione di fase e la struttura diventa cubica.

## Proprietà e reattività
L'esafluoruro di molibdeno a temperatura ambiente è un liquido incolore volatile che bolle a 34 ºC e solidifica a 17,4 ºC formando un solido bianco. È molto igroscopico e reagisce con acqua e umidità liberando acido fluoridrico. Tra gli esafluoruri dei metalli di transizione è uno dei meno reattivi, ma è comunque un forte ossidante. Può anche reagire come acido di Lewis e addizionare F– per formare lo ione MoF7–; lo ione MoF82– non è finora stato osservato, mentre si conosce l'analogo WF82–.